# Puquios
Puquios fue un poblado minero chileno ubicado en la región de Atacama, actualmente abandonado. Se emplazaba en la parte media de la quebrada Paipote, a 65 km al este de Copiapó, camino a Inca de Oro, actual Ruta 31-CH.

## Historia

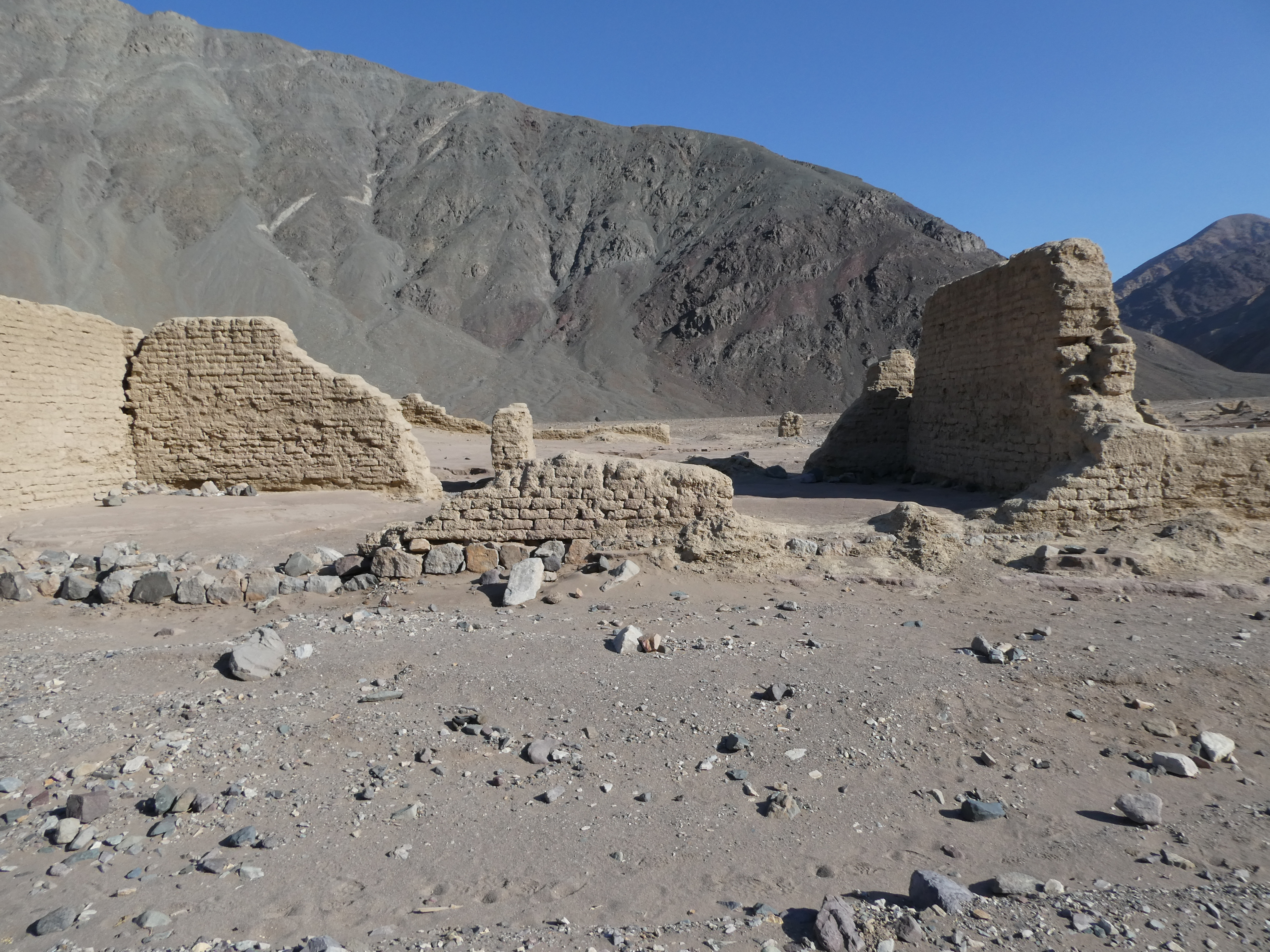
Ruinas de Puquios.

Durante el siglo XIX, Puquios fue un importante asentamiento minero, llegando a contar con unos 5000 habitantes y fue la cabecera de la comuna de Puquios. Puquios se conectaba con el ferrocarril Caldera-Copiapó, contando con una estación propia como parte de un ramal que iba hasta la estación Chulo, y fue el punto desde donde William Wheelwright proyectó una línea férrea hacia Argentina.
Francisco Solano Asta-Buruaga y Cienfuegos escribió en 1899 en su obra póstuma Diccionario Geográfico de la República de Chile sobre el pueblo:
Puquios.-—Aldea situada á la parte oriental del departamento de Copiapó en la quebrada de Paipote (véase); por los 27° 11' Lat. y 69° 58' Lon. y á 1,238 metros sobre el nivel del Pacífico. Contiene un caserío de 551 habitantes, estafeta, escuela gratuita y una estación de primer orden al término del ramal del ferrocarril de Copiapó á Juan Godoy, que arranca de la estación de Paipote y de la cual dista 50 kilómetros hacia el NE. Se comunica también por un camino carretero con el mineral de Tres Puntas y el puerto de Flamenco, y por otro de herradura con Maricunga subiendo dicha quebrada de Paipote. Su limitado caserío ha venido mejorándose desde la terminación del espresado ramal en enero de 1871. Sus contornos son áridos y de ásperas serranías, pero es de clima templado y muy sano. Vecino entre esas sierras tiene un vasto cerro de más de 3,500 metros de altitud, en el que se halla el notable y rico mineral de cobre de su nombre, cuyas primeras vetas fueron descubiertas en 1795. En uno de los derrames de ese monte ó serrijón ha existido un pequeño pueblo de antiguos indígenas, junto á unos manantiales de agua llamados puquius en el idioma quichua y de aquí la denominación de la aldea. Es asiento de municipio cuyo territorio comprende las subdelegaciones de San José Garin, Puquios y Bulnes, con los límites que les asigna el decreto supremo de 6 de diciembre de 1888.
A partir de los años 1930, comenzó a deshabitarse, sobreviviendo hoy los restos de algunas casas de adobe, plantas industriales y el cementerio, y en la actualidad, las ruinas se encuentran en un mal estado de conservación.

## Geología
Desde el punto de vista geológico, en Puquios es posible observar una serie de estructuras del cretácico, conocidas como Caos de Puquios, donde afloran estratos mesozoicos que están cortados por fallas normales de bajo ángulo. El Caos de Puquios corresponde a un mélange tectónico (mezcla tectónica) que consiste en grandes bloques de calizas bioclásticas que aparecen desmembrados y budinados en una matriz volcánica en parte brechizada y que constituyen la sucesión completa de los Estratos Cerro Águila de edad Jurásico Superrior al Cretácico inferior. Su formación está relacionada con una zona de cizalle amplia localizada asociada a uno de los detachments extensionales regionales (detachment de Puquios) que cortan el arco mesozoico (pre-Barremiano) y las formaciones del retroarco depositadas hasta el Cretácico inferior.  Por lo tanto, el Caos puede describirse como una banda de deformación (zona de cizalla extensional), ancha (al menos 300-400 m de espesor) que pasa lateralmente a superficies de despegues más delgadas y discretas y en donde las nuevas investigaciones proponen que el detachment de Puquios y el Caos de Puquios son equivalentes laterales de la misma estructura extensional. En las inmediaciones también se observan varias pequeñas vetas de cobre que todavía son explotadas a menor escala.